# Шпет, Давид
Давид Шпет (нем. David Späth; род. 29 апреля 2002, Кайзерслаутерн, Рейнланд-Пфальц) — немецкий гандболист, вратарь, выступает за гандбольный клуб «Райн-Неккар Лёвен» и сборную Германии по гандболу. Серебряный призёр летних Олимпийских игр 2024 года.

## Карьера

### Клубная
С шестилетнего возраста Давид начал заниматься гандболом.
В 2018 году присоединился к клубу бундеслиги «Райн-Неккар Лёвен» и сразу же занял второе место молодёжного первенства Германии 2019 года. Из-за травмы основного вратаря Микаэля Аппельгрена Давид провёл 26 матчей и забил один мяч в своем первом сезоне Бундеслиги 2020/21 годов. На международном уровне дебютировал в Лиге Европы КВЧ 2020/21 годов, в которой занял 3-е место со своей командой.
В конце марта 2021 года Шпет подписал свой первый профессиональный контракт с «Райн-Неккар Лёвен». 14 ноября 2021 года вратарь неудачно ударился о стойку ворот, в результате чего у него произошёл разрыв крестообразной связки. Только 6 ноября 2022 года, в матче Бундеслиги против «Гамбурга», Шпет вернулся в игру. В сезоне 2022/23 года выиграл Кубок Германии со своим клубом. Контракт был продлён до 2027 года.

### Международная карьера в сборной
3 ноября 2023 года дебютировал за взрослую команду Германии в матче против Египта (31:31).
В декабре 2023 года федеральный тренер Альфред Гисласон назначил его вторым вратарем в составе сборной Германии вместе с Андреасом Вольффом для участия в чемпионате Европы 2024 года. На том турнире немцы финишировали четвёртыми.
В августе 2024 года принимал участие в летних Олимпийских играх. Сборная Германии уступила в финале сборной Дании 26:39 и игроки сборной стали серебряными призёрами Олимпиады. В упорной борьбе в четвертьфинале против Франции Шпет, благодаря своим сейвам в конце игры, сыграл решающую роль в победе своей национальной команды.